# Силвана Мирвић
Силвана Мирвић (Вишеград, 4. март 1971) некадашња је југословенска и босанскохерцеговачка кошаркашица. Била је члан женске кошаркашке репрезентације Југославије и Босне и Херцеговине.

## Спортска каријера
Рођена је у Вишеграду 4. марта 1971. године. Играла је за сарајевски Жељезничар и била једна од најбољих играчица у првенству Југославије, иако је била међу најмлађим кошаркашицама тима. Због добре игре у сарајевском тиму, награђена је позивом у сениорску женску репрезентацију Југославије. Са Југославијом је освојила сребрну медаљу на Европском првенству 1991. године у Израелу.  Била је стандардна репрезентативка БиХ, са којом је освојила златну медаљу на Медитеранским играма у Лангдок-Русијону 1993. године.
Наступала је у лигама Шпаније и Француске. На заласку каријере играла је за зенички Челик. Рекордер је по броју постигнутих поена на једној утакмици у првенству БиХ, постигла је 70. поена. Живи и ради у Француској.

## Успеси
Југославија
- Сребрне медаље

Европско првенство 1991. Тел Авив